# Municipio de Boone (condado de Crawford, Indiana)
El municipio de Boone (en inglés: Boone Township) es un municipio ubicado en el condado de Crawford en el estado estadounidense de Indiana. En el año 2010 tenía una población de 175 habitantes y una densidad poblacional de 5,55 personas por km².

## Geografía
El municipio de Boone se encuentra ubicado en las coordenadas 38°9′22″N 86°26′12″O / 38.15611, -86.43667. Según la Oficina del Censo de los Estados Unidos, el municipio tiene una superficie total de 31.56 km², de la cual 31,08 km² corresponden a tierra firme y (1,53 %) 0,48 km² es agua.

## Demografía
Según el censo de 2010, había 175 personas residiendo en el municipio de Boone. La densidad de población era de 5,55 hab./km². De los 175 habitantes, el municipio de Boone estaba compuesto por el 97,71 % blancos, el 0,57 % eran asiáticos, el 1,14 % eran de otras razas y el 0,57 % eran de una mezcla de razas. Del total de la población el 1,71 % eran hispanos o latinos de cualquier raza.